# Вовкове (Роменський район)
Вовкове́ —  село в Україні, у Синівській сільській громаді Роменського району Сумської області. Населення становить 0 осіб. Колишній орган місцевого самоврядування — Колядинецька сільська рада.
Після ліквідації Липоводолинського району 19 липня 2020 року село увійшло до Роменського району.

## Географія
Село Вовкове розташоване між селами Мар'янівка та Костяни (1 км).
По селу тече струмок, що пересихає із запрудою.

## Назва
Дуже давно воно називалося Гонзурівщина, бо там жив ще один пан Гонзур. Після нього тут жила пані Вовчиця, на честь якої і відбулося перейменування цього села на Вовкове.

## Історія
- Село постраждало внаслідок геноциду українського народу, проведеного урядом СРСР 1923-1933 та 1946-1947 роках.